# Onzaga
Onzaga – miasto w Kolumbii, w departamencie Santander.